# Il testamento/La ballata del Miché
Il testamento/La ballata del Miché è il quarto singolo di Fabrizio De André, pubblicato in Italia dalla Karim nel 1963.

## Tracce
1. Il testamento (testo: Fabrizio De André – musica: Elvio Monti)
2. La ballata del Miché (testo: Clelia Petracchi – musica: Fabrizio De André)

## Copertina
Pubblicato con due diverse copertine fotografiche; sul retro vi sono alcune note biografiche. 

## Brani
Il testamento
Incisiva lirica in ritmo di tarantella, scherza sulla morte e ironica sulle ipocrisie, "Il testamento" è la resa in poesia delle ultime volontà di un immaginario personaggio che attende la morte e approfitta della sua situazione per farsi beffe de «gli artefici del girotondo intorno al letto di un moribondo»; tuttavia nel testamento vi è anche uno spazio per l'amore e per il tenero ricordo della sua unica amata.
Il tòpos letterario del "testamento" è utilizzato anche dai contemporanei cantautori francesi Georges Brassens (Le testament, 1955) e Jacques Brel (Le moribond, 1961), ma ha il suo punto di riferimento nell'opera del poeta quattrocentesco François Villon, che ispirerà ancora De André nel suo album monotematico Tutti morimmo a stento (1968), incentrato sul tema della morte.
Il brano venne reinciso in due versioni nel 1968: la prima per il singolo Carlo Martello ritorna dalla battaglia di Poitiers/Il testamento, conservando il tempo della versione originale, mentre la seconda, in un'esecuzione più veloce, per l'album Volume 3º. In entrambe, il testo presenta qualche differenza rispetto alla prima versione: si ha rivelarglieli tutti sbagliati invece dell'originale riferirglieli tutti sbagliati, e sorella Morte, lasciami il tempo invece di sorella Morte, datemi il tempo.
In tutte le etichette dei dischi la musica è firmata da Fabrizio De André (nonostante l'autore sia in realtà Elvio Monti, come evidenziato nel relativo spartito).
La ballata del Miché
Il brano La ballata del Miché è presente sul lato B in una versione diversa rispetto a quella pubblicata due anni prima sul singolo La ballata del Miché/La ballata dell'eroe.